# La Palma Uno
La Palma Uno är en ort i Mexiko.   Den ligger i kommunen San Juan Cancuc och delstaten Chiapas, i den sydöstra delen av landet, 800 km öster om huvudstaden Mexico City. La Palma Uno ligger 1 329 meter över havet och antalet invånare är 526.
Terrängen runt La Palma Uno är kuperad österut, men västerut är den bergig. Runt La Palma Uno är det ganska tätbefolkat, med 62 invånare per kvadratkilometer. I omgivningarna runt La Palma Uno växer i huvudsak städsegrön lövskog.